# Funaria erectiuscula
Funaria erectiuscula är en bladmossart som beskrevs av Mitten 1869. Funaria erectiuscula ingår i släktet spåmossor, och familjen Funariaceae. Inga underarter finns listade i Catalogue of Life.